# Koppholm, Sagu
Koppholm (finska: Kupiluoto) är en ö i Finland. Den ligger i Skärgårdshavet och i kommunen Sagu i den ekonomiska regionen  Åbo ekonomiska region i landskapet Egentliga Finland, i den sydvästra delen av landet. Ön ligger omkring 26 kilometer sydöst om Åbo och omkring 130 kilometer väster om Helsingfors.
Öns area är 1,96 kvadratkilometer och dess största längd är 2,3 kilometer i sydväst-nordöstlig riktning. Ön höjer sig omkring 40 meter över havsytan. I omgivningarna runt Koppholm växer i huvudsak barrskog.